# Celina Michałowska
Celina Michałowska (ur. 1837 w Krakowie, zm. 23 sierpnia 1916 w Jarosławiu) – polska malarka i zakonnica.

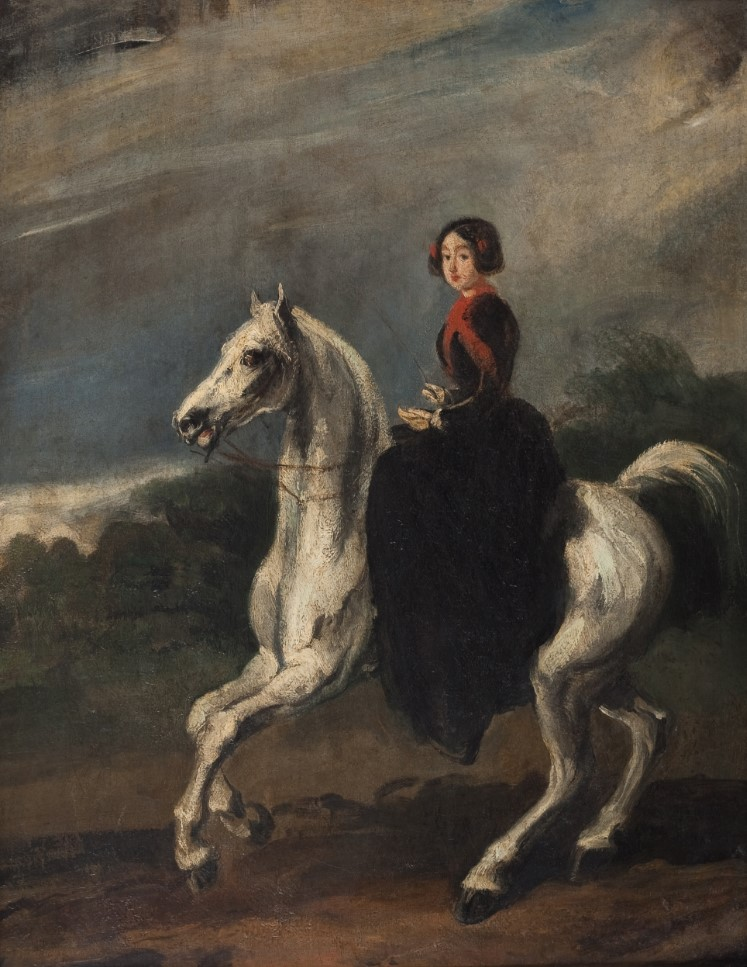
Piotr Michałowski, Amazonka, 1853-1855, Muzeum Śląskie w Katowicach – pozowała do niego Celina Michałowska

## Życie prywatne
Była córką malarza Piotra Michałowskiego i jego żony Julii z Ostrowskich. W 1868 wstąpiła do Zgromadzenia Sióstr Niepokalanek w Jazłowcu. W 1873 roku złożyła śluby wieczyste.   

## Działalność artystyczna i literacka

### Działalność artystyczna
Malarstwa uczył ją ojciec. Zajmowała się przede wszystkim twórczością portretową oraz malarstwem religijnym. Po wstąpieniu do zakonu uczyła rysunku i malarstwa dziewczęta, które uczęszczały do prowadzonej przez zakonnice szkoły. Michałowska miała w klasztorze własną pracownię, gdzie powstawały liczne prace, które trafiały jako wyposażenie do kolejnych domów zgromadzenia, kościołów czy cerkwi na Podolu. Część prac pozostawiła bez sygnatury. Zaprojektowała także wystrój kaplicy klasztoru niepokalanek w Jarosławiu.   

Elżbieta Charazińska tak charakteryzowała jej twórczość:

Twórczość Celiny Michałowskiej obejmuje malarstwo religijne i portretowe. Jej nieliczne, zachowane, wczesne prace wykazują bardzo silny wpływ malarstwa ojca, zarówno w tematyce dzieł, jak i w sposobie kompozycji oraz środków warsztatowych – szerokiej plamy barwnej, umownej szkicowości. Pojedyncze ocalałe akwarele przedstawiają studia portretowe, jeźdźców konnych i zwierzęta. Znane jedynie z reprodukcji wielopostaciowe sceny religijne przeznaczone do dekoracji domu zakonnego w Jazłowcu oraz późniejsze duże kompozycje, znajdujące się w Nowym Sączu, są utrzymane w konwencji akademickiej idealizowanej sztuki religijnej. Zespół dziewięciu portretów sióstr zakonnych oraz portret własny, powstałe na przełomie XIX i XX wieku, cechuje schematyzm pozy i uproszczony modelunek (znajdują się w domu Zgromadzenia Sióstr Niepokalanek w Szymanowie k. Warszawy)”.

### Działalność pisarska i translatorska
Była autorką (wydanej anonimowo) biografii swojego ojca pt. Piotr Michałowski. Rys życia, zawód artystyczny, działalność w życiu publicznym (Kraków 1911). Przetłumaczyła z języka angielskiego powieść religijną kardynała Nicolasa Wiesemana pt. Fabiola (pierwsze wydanie – Kraków 1857).   

## Dzieła malarskie

### Zachowane
- Autoportret, kolekcja prywatna w Krakowie[1]
- Krakowiak na koniu, akwarela, ok. 1863, Ossolineum[1]
- trzy malowidła ścienne w klasztorze niepokalanek w Jazłowcu: Święta Rodzina, klęcząca zakonnica, kompozycja z trzema aniołami[1]
- dziewięć portretów sióstr niepokalanek, przełom XIX i XX wieku, klasztor niepokalanek w Szymanowie[2]
- Portret chłopca, akwarela, Muzeum im. Emeryka Hutten-Czapskiego (oddział Muzeum Narodowego w Krakowie)[1]
- Portret mężczyzny na koniu, akwarela, Muzeum Narodowe w Warszawie[1]
- Siedzący pies, 1855, akwarela, Muzeum Narodowe w Warszawie[1]
- Święta Kinga, obraz ołtarzowy, klasztor niepokalanek w Nowym Sączu[1]

### Niezachowane – znane z reprodukcji, opisów lub wzmianek
- Matka Boska, 1874, obraz ołtarzowy w kaplicy niepokalanek w Jarosławiu[1]
- Zmartwychwstanie, 1890, obraz ołtarzowy w kaplicy w Niżniowie, zniszczony[1]
- Członek Bractwa Różańcowego parafii Ruszcza, Koń, wzmiankowane w zbiorach prywatnych w Krakowie[1]